# Reviczky Károly
Reviczky Károly Imre (Revisnye, Árva vármegye, 1737 – Bécs, 1793. augusztus 10.) magyar főúr, politikus, diplomata, berlini követ, császári miniszter, a Reviczky család tagja. Jelentős és méltatlanul elfelejtett orientalista, ő fedezte fel Európa számára Háfiz perzsa költőt.

## Életrajza
Reviczky János Ferenc Zemplén megyei országgyűlési követ és Barthodeiszky Anna Mária fia, szülői házában kiváló gondos nevelésben részesült. Nagy nyelvismerő volt, a magyar, latin, görög, német, francia, angol, olasz, arab, perzsa, és török nyelvet beszélte. Ezen nagy nyelvismerete bírta őt arra, hogy politikai pályára lépjen. Konstantinápolyban az ausztriai követségnél hivatalnokoskodott, majd 1772–73-ban a varsói udvarnál képviselte a bécsi udvart, amikor Galiciának és Lodomériának Magyarországhoz csatolása érdekében egyik befolyásos tanácsadója volt. Innen 1782-ben Berlinbe helyezték át, 1786-ban pedig Londonba hasonló minőségben. Ott hosszabb ideig mint magánember kizárólag a tudománynak szentelte idejét. 1773-ban bárói, és 1787-ben grófi rangra emelték. Tagja volt a Máltai lovagrendnek és nagykeresztese a Magyar Királyi Szent István-rendnek.

## Művei
- Traité de la tactique ou méthode pour ordonnance des troupes. Ouvrage publié et imprimé à Constantinople, par Ibrahim Effendi, Officier Mutteferica de la porte Ottomane. L'an de la Hégira 1144. Qui est la première année après la dernière rébellion et la déposition du Sultan Achmet, arrivée l'an 1730 de l'Ère chrétienne. Traduit du turc. Vienne, 1769. (Névtelenül. Ugyanazon évben újra nyomatott Francziaországban.) Ibrahim Müteferrika: Uszúlül hikem fi nizámil ümem című munkájának francia fordítása 1769, Bécs.[2]
- Specimen poeseos Persicae sive Muhammedis Schems-Eddini notioris agnomine Haphyzi Ghazelae sive Odae sexdecim ex initio Diwani depromtae, nunc primum latinitate donatae cum metaphrasi ligata et soluta, paraphrasi item ac notis. Uo. 1771. (Németül: Friedel János ford. 1782., angolul ford. J. Richardson. London, 1774.).
- Bibliotheca graeca et latina. Quas usui meo paravi Periergus Deltophilus. Berolini, 1784. (Catalogue de mes livres. Première partie. Contenant les auteurs classiques grecs et latins. Avec des remarques tirées de différents ouvrages bibliographiques, souvent éclairées, quelquefois redressées. 2. jav. k. 1794.)
- Titi Petronii Aribitri satiricon et fragmenta. 1875.
- Specimen posseos persicae sive Muhammedis Schems Eddini notioris cognam c. művében Háfiz perzsa költő 16 ódáját eredetiben és latin fordításban kiadta.
- Haphyzi Ghazelae, sive Odae sexdecim ex initio Divani depromptae (Bécs 1771), mely angol és német nyelven is megjelent.
- Ezenkívül egy a török hadi rendtartásról szóló arab munkát franciára fordított, és kiadta Petronius Arbiter műveit (Berlin 1785).